# Kanica
Kanica je naselje Općine Rogoznica u Šibensko-kninskoj županiji.

## Stanovništvo
Prema popisu iz 2011. naselje je imalo 129 stanovnika.
| broj stanovnika | 129   | 108   |
|                 | 2011. | 2021. |